# Smithton (Missouri)
Smithton – miasto w Stanach Zjednoczonych, w stanie Missouri, w hrabstwie Pettis.